# والتر كيلي (لاعب كرة قدم)
والتر كيلي (بالإنجليزية: Walter Keeley)‏ (1 أبريل 1921 بمانشستر في المملكة المتحدة - 1995) هو لاعب كرة قدم بريطاني (وحمل سابقاً جنسية المملكة المتحدة لبريطانيا العظمى وأيرلندا) في مركز جناح ‏. لعب مع بورت فايل ومانشستر يونايتد ونادي بوري ونادي روتشديل وأكرينجتون ستانلي ‏ وفليتوود تاون.